# Scotospilus bicolor
Scotospilus bicolor là một loài nhện trong họ Hahniidae.
Loài này thuộc chi Scotospilus. Scotospilus bicolor được Eugène Simon miêu tả năm 1886.